# Treinongeval bij Woerden
Het treinongeval bij Woerden is een ontsporing van een Britse verlofgangerstrein op 21 november 1960. De machinist van deze trein had geen weet van een tijdelijke snelheidsbeperking nabij het station. Hierdoor overschreed de trein de kritieke snelheid waardoor een ontsporing plaatsvond.
De trein, met soldaten uit diverse landen, was eerder die dag vertrokken uit de legerbasis in Hannover en onderweg naar Hoek van Holland, toen rond 20 uur even voorbij seinhuis Cattenbroek, er een steekvlam uit de trein omhoog schoot. Wagons kantelden en de elektrische bovenleiding werd daarbij geraakt. In de trein zaten 150 passagiers. Bij het treinongeluk vielen twaalf slachtoffers: twee doden - een Duitse kok en een Britse militair - en tien gewonden. In de restauratiewagon, de wagon met de meeste schade, waren een uur eerder nog maaltijden geserveerd. Het aantal slachtoffers had op dat moment een stuk hoger kunnen liggen. 
De twee overledenen werden in Duitsland begraven, de Britse militair in Hannover, de Duitse kok in Hamburg.

## Afbeeldingen van het ongeval

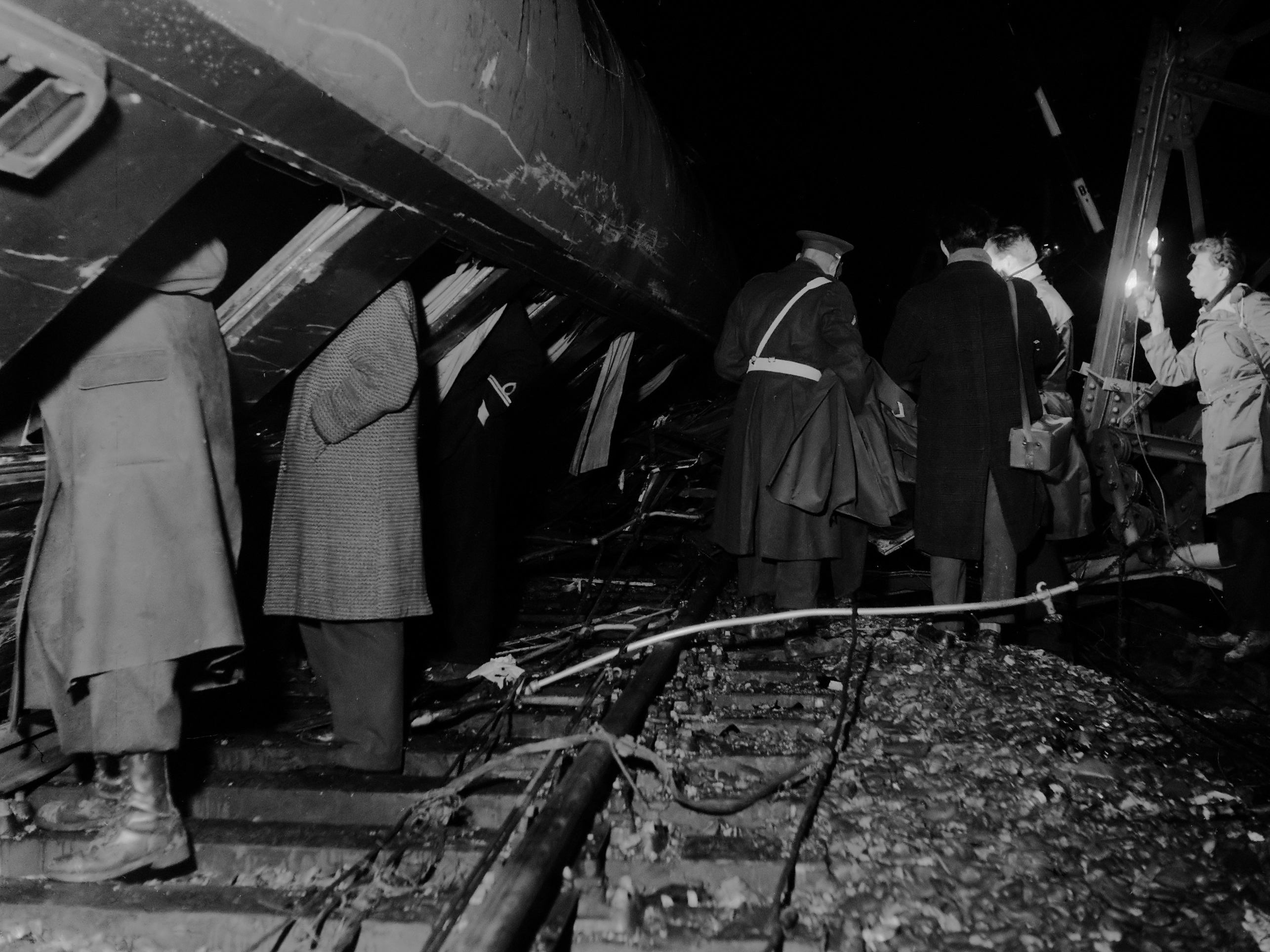
Treinongeval bij Woerden (1960)
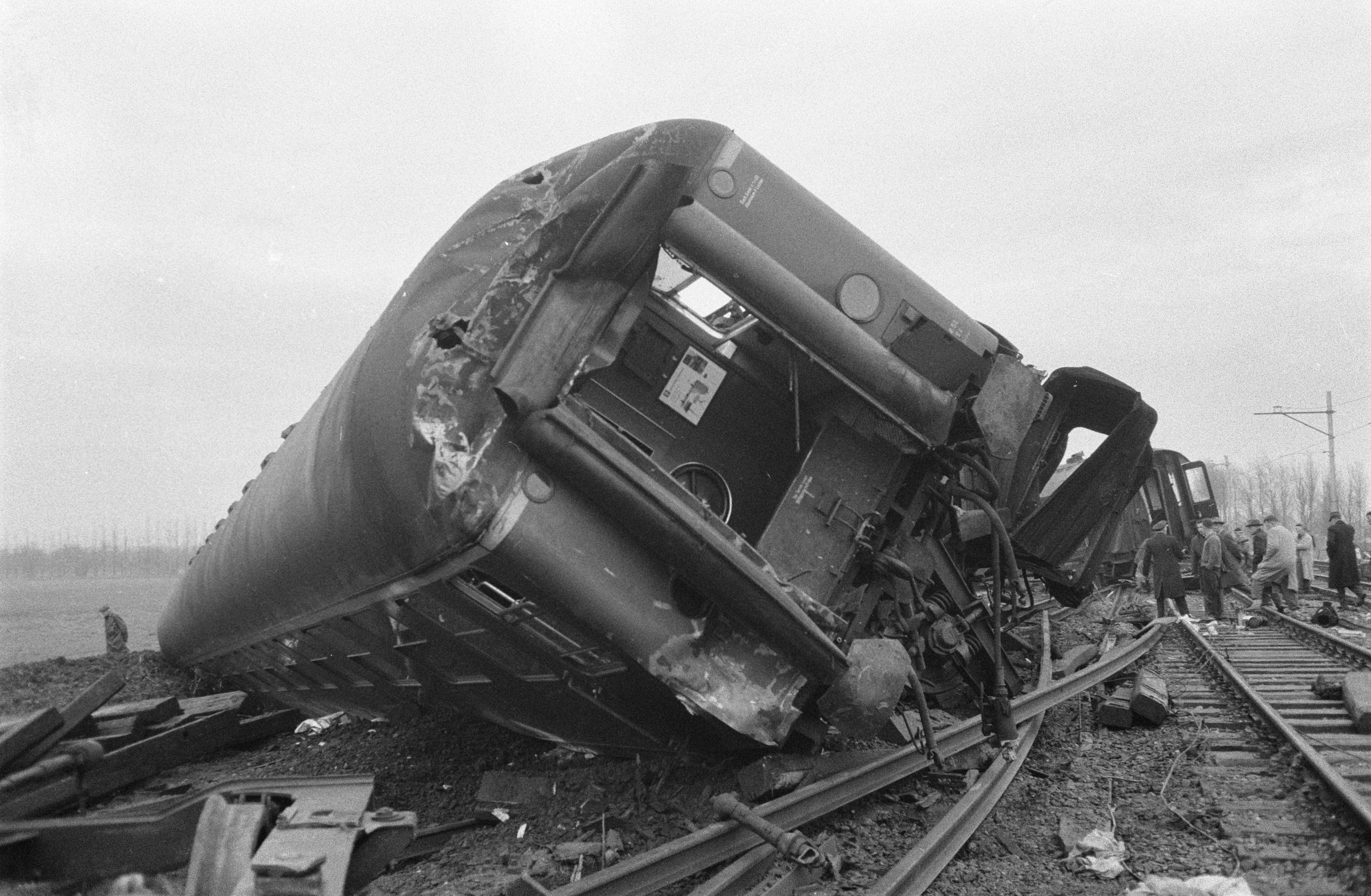
Een van de wagons
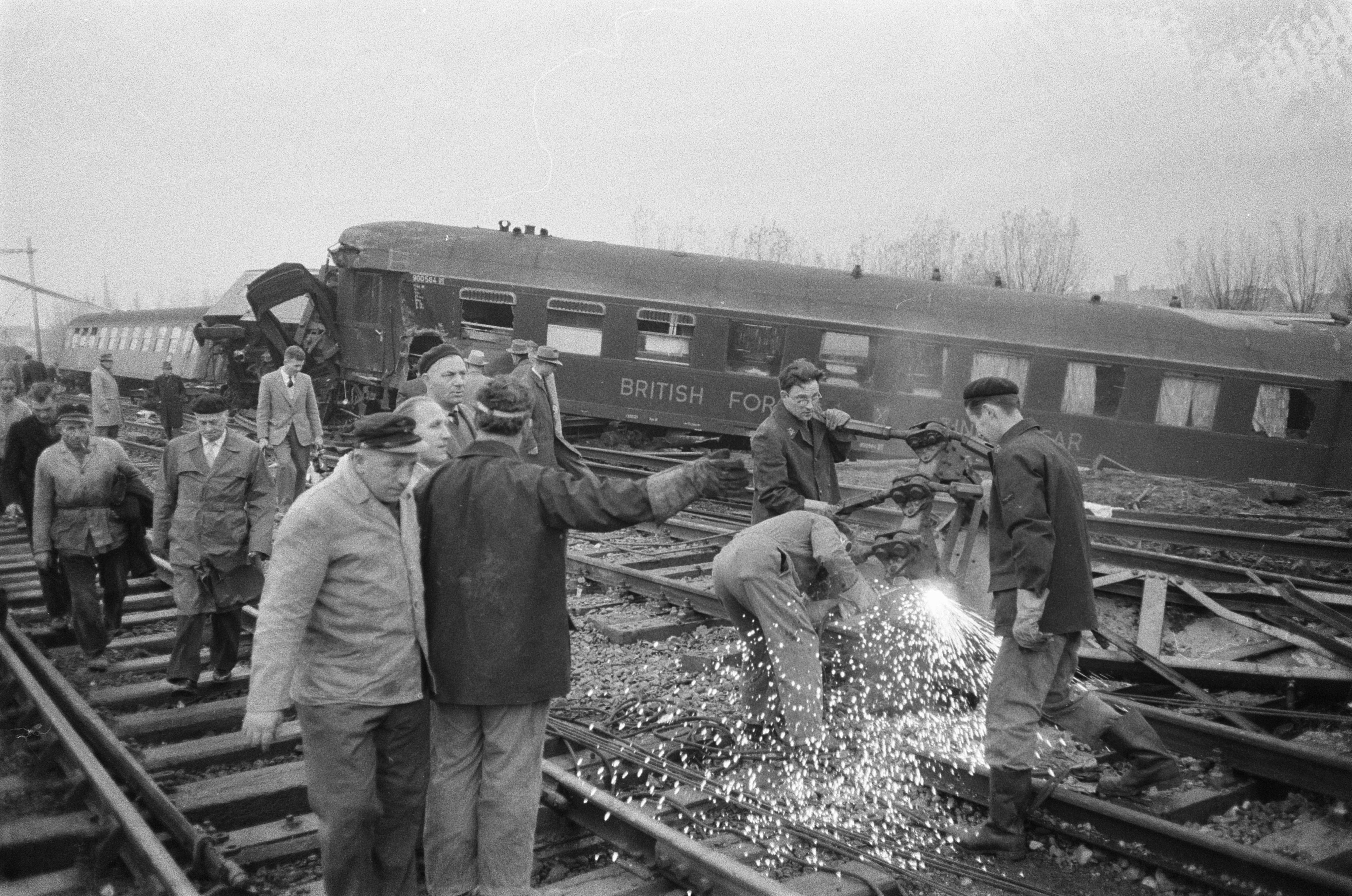
Opruimwerkzaamheden